# Batalla de Cassano (1705)
La batalla de Cassano de 1705 es va lliurar el 16 d'agost del 1705 a Cassano d'Adda (Ducat de Milà / Monarquia Hispànica) en el marc de la Guerra de Successió Espanyola enfrontant l'exèrcit imperial comandat pel Príncep Eugeni de Savoia amb les tropes de l'aliança borbònica del Duc de Vendôme.

## Antecedents

### La campanya de 1701-1702
La Guerra de Successió Espanyola es va iniciar amb la invasió en solitari per part de l'Imperi dels territoris hispànics d'Itàlia. Els Exèrcits imperials comandats pel Príncep Eugeni de Savoia aconseguiren que la República de Venècia els permetés el pas pel seu territori i així penetrar a la vall del riu Po.
Després de derrotar les tropes borbòniques a la batalla de Carpi i a la batalla de Chiari, els imperials intentaren capturar per sorpresa Cremona però fracassaren en el seu intent no sense abans capturar el comandant en cap de l'exèrcit borbònic, el Duc de Villeroy. Els borbònics nomenaren com a nou comandant en cap al front d'Itàlia al Duc de Vendôme, que aconseguí estabilitzar la situació i aturar definitivament l'avenç imperial a la batalla de Luzzara.
Si bé els imperials no havien reeixit a capturar el Ducat de Milà / (Monarquia Hispànica), i a ocupar el Ducat de Màntua i el Ducat de Mòdena (territoria aliats dels borbònics), sí que havien aconseguit afermar la seva posició al nord d'Itàlia a l'espera d'un millor moment per retornar a l'ofensiva.

### Formació de la Gran Aliança de la Haia
El 1702 es va formar la Gran Aliança de la Haia que després de fixar els objectius territorial a aconseguir, va declarar la guerra a les potències borbòniques: França i la Monarquia Hispànica de Felip V. Des d'aquell moment el conflicte, que s'havia reduït al front d'Itàlia, va passar a tenir un abast mundial.

### Canvi de bàndol del Ducat de Savoia el 1703
La diplomàcia imperial aconseguí un nou èxit a finals del 1703, quan pel Tractat de Torí el Ducat de Savoia, que fins aleshores havia format part de l'aliança borbònica, va canviar de bàndol i es va unir a la Gran Aliança de la Haia. A partir d'aleshores el Ducat de Milà / (Monarquia Hispànica), el Ducat de Màntua i el Ducat de Mòdena quedaren aïllats geogràficament de França.

### L'inici de la Campanya de 1705-1706
Durant el 1704 el centre de gravetat de la guerra s'havia desplaçat al front continental i al front d'Itàlia els borbònics s'havien limitat a ocupar les fortaleses de les fronteres del Ducat de Savoia per tal de neutralitzar la seva amenaça. El 1705 l'exèrcit borbònic comandat pel Duc de Vendôme va rebre nous reforços amb la intenció de derrotar totalment al Duc de Savoia i aquest, incapaç de mantenir per si sol la situació demanà ajut a l'Imperi. El Príncep Eugeni de Savoia es dirigí de nou al front d'Itàlia amb nous reforços decidit a salvar el Ducat de Savoia.

## Batalla

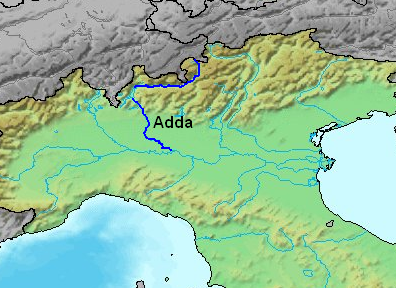
Situació del riu Adda

L'exèrcit borbònic comandat temporalment per Philippe de Vendôme, germà del Duc de Vendôme, fou sorprès i atacat violentament per l'exèrcit confederat prop de Cassano d'Adda. Més aviat per la profunditat del riu que no pas de la resistència dels francesos, les tropes confederades no aconseguiren travessar el riu Adda.
El Príncep Eugeni de Savoia decidí aleshores presentar batalla fromal a Cassano d'Adda. Per la seva banda, i gràcies a una marxa forçada, el Duc de Vendôme arribà amb nous reforços al camp de batalla que no feren però canviar d'ideia al Príncep Eugeni de Savoia.
La càrrega confederada fou tan violenta que l'exèrcit borbònic hagué de retrocedir fins al riu. Però els borbònics tornaren a la càrrega i obligaren els confederats a replegar-se. Durant una hora i malgrat els esforços del Duc de Vendôme que es posà dues vegades al capdavant de les seves tropes per portar-los al combat, els borbònics foren rebutjats amb enormes pèrdues al flanc dret de l'exèrcit confederat.
La batalla no fou menys violenta al flanc esquerre, on diversos batallons borbònics foren destruïts. Malgrat tot, els confederats no aconseguiren consolidar els seus atacs i foren rebutjats. Finalment, el Príncep Eugeni de Savoia ordenà la retirada. La batalla, que havia començat a la una del migdia es donà per finalitzada a les cinc de la vesprada.
Malgrat la retirada, els confederats no foren perseguits pels borbònics i pogueren arribar sense més contratemps a Treviglio. Durant la nit Príncep Eugeni de Savoia feu conduir els ferits a Palazzuolo, on segons un estat del comissari imperial se'n comptabilitzaren uns 4.347. Entre els ferits es trobaven el Príncep Joseph de Lorraine i el Príncep de Wurtemberg, que morí poc després de resultes de les ferides; així mateix Príncep Eugeni de Savoia estava també ferit. Al camp de batalla havien mort uns 6.584 homes i havien estat capturats uns 1.942 presoners.

## Conseqüències
L'obstinada resistència borbònica a Cassano d'Adda arruïnà tots els plans del Príncep Eugeni de Savoia per sotmetre el Ducat de Milà (Monarquia Hispànica) i socórrer al Duc de Savoia durant el 1705. Poc després les tropes confederades establiren els seus quarters per passar l'hivern de 1705-1706 sobre el terreny.
Al seu torn, el Duc de Savoia perdé tota esperança de rebre ajut i això donà l'oportunitat als borbònics, dirigits en aquell sector pel Duc de Berwick per capturar la fortalesa savoiana fronterera de Niça.